# Prințul Friedrich Johann de Saxa-Meiningen
Prințul Friedrich de Saxa-Meiningen, Duce de Saxonia (Friedrich Johann Bernhard Hermann Heinrich Moritz; 12 octombrie 1861 - 23 august 1914) a fost soldat german și membru al Casei ducale Saxa-Meiningen.

## Biografie
Prințul Friedrich s-a născut la Meiningen ca al doilea fiu al lui Georg al II-lea, Duce de Saxa-Meiningen și a celei de-a doua soții a acestuia, Prințesa Feodora de Hohenlohe-Langenburg, o descendentă a lui Diego Velázquez.
Prințul Friedrich a urmat Universitatea din Bonn unde, în mod neobișnuit pentru un prinț regal, a refuzat să aibă aghiotant. Datorită statutului său regal a fost membru al corpului exclusivist "Borussia". Deși viitorul împărat al Germaniei, Wilhelm al II-lea, a fost un membru proeminent, prințul Friedrich nu a fost activ în grup, a participat rar la reuniuni, preferând să evite viața socială în favoarea concentrării pe studii. El a scăpat ca prin urechile acului de răniri grave la Bonn, atunci când o retortă a explodat lângă el în timpul unui experiment chimic.
După ce a terminat studiile, Prințul Friedrich a intrat în armată. A fost promovat colonel în 1902, general brigadier în 1907 și general maior în 1910 înainte de a se retrage din armată în 1913.
Odată cu izbucnirea Primului Război Mondial în 1914, Prințul Friedrich în ciuda unei suferințe provocate de un braț rupt cu puțin înainte, a redevenit activ. Prințul Friedrich a murit la Namur în timpul invaziei Belgiei. Fiul său Georg a călătorit pentru a întâlni regimentul tatălui său și pentru a descoperi cum s-au petrecut lucrurile. A găsit că tatăl său a fost lovit de gloanțele unei mitraliere când a părăsit o casă pe care o folosise ca post de observație.

## Căsătorie și copii
La Neudorf, la 24 aprilie 1889, Prințul Friedrich s-a căsătorit cu Contesa Adelaide de Lippe-Biesterfeld, fiica Contelui Ernst de Lippe-Biesterfeld. Cuplul a avut șase copii:
- Prințesa Feodora de Saxa-Meiningen (1890–1972)
- Prințesa Adelheid de Saxa-Meiningen (1891–1971)
- Georg, Prinț de Saxa-Meiningen (1892–1946)
- Prințul Ernst de Saxa-Meiningen (1895–1914) ucis în misiune, în apropiere de Maubeuge, Franța
- Prințesa Luise de Saxa-Meiningen (1899–1985) căsătorită cu baronul Götz von Wangenheim
- Bernhard, Prinț de Saxa-Meiningen (1901–1984)